# Qarah Soqol
Qarah Soqol (persiska: قره سقل) är en ort i Iran.   Den ligger i provinsen Västazarbaijan, i den nordvästra delen av landet, 600 km väster om huvudstaden Teheran. Qarah Soqol ligger 1 369 meter över havet och antalet invånare är 204.
Terrängen runt Qarah Soqol är kuperad söderut, men norrut är den platt.Runt Qarah Soqol är det ganska tätbefolkat, med 104 invånare per kvadratkilometer. Närmaste större samhälle är Naqadeh, 17,9 km öster om Qarah Soqol. Trakten runt Qarah Soqol består till största delen av jordbruksmark.